# Christophe Clément
Pour les articles homonymes, voir Clément.
Christophe Clément, né le 1er novembre 1965 à Paris et mort le 25 mai 2025, est un entraîneur français de chevaux de course, installé aux États-Unis.

## Biographie

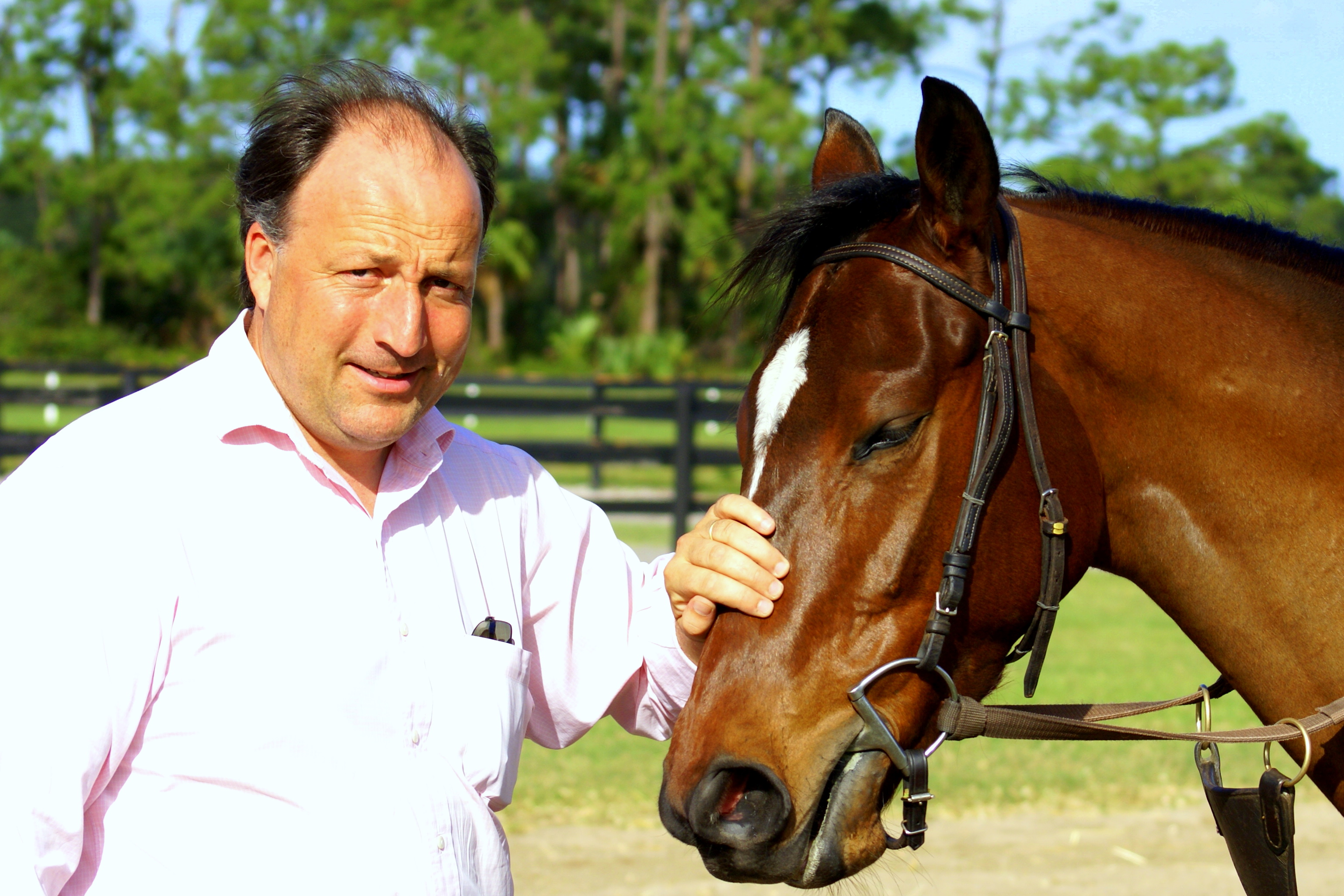
Christophe Clément à Payson Park (Floride, États-Unis) en 2007.

Christophe Clément est le fils de Miguel Clément, un entraineur français décédé en 1978 et le frère de Nicolas Clément, installé à Chantilly qui a gagné le Prix de l'Arc de Triomphe en 1990 avec Saumarez. Après des études en Économie à Assas, Christophe Clément a travaillé aux États-Unis pour Taylor Made Farm et Shug McGauhey, puis en Angleterre comme assistant de Luca Cumani avant de s'installer aux États-Unis. Ses centres d'entrainements sont situés à Payson Park, Indiantown, en Floride ainsi que Belmont Park et Saratoga Springs, à New-York mais aussi au Kentucky et en Californie.
Il figure chaque année parmi les plus grands entraineurs de chevaux de course aux États-Unis selon les statistiques publiées par National Thoroughbred Racing Association avec plus de 120 millions de $ en gain, plus de 440 victoires de stakes dont plus de 230 courses de groupes,.
Il a entraîné notamment les champions Tonalist (Belmont Stakes en 2014, Jockey Club Gold Cup) en 2014 et 2015 ainsi que Gio Ponti, cheval d'âge de l'année en 2009, vainqueur entre autres de l'Arlington Million et des Man o'War Stakes. 
Parmi les propriétaires français qui lui confient des chevaux, on notera le Haras du Mezeray, Édouard de Rothschild, le Haras des Monceaux, Alec Head ainsi que de nombreux propriétaires étrangers dont la reine Élisabeth II et Moyglare Stud.

## Victoires principales

### États-Unis

#### Groupe I
- Belmont Stakes – 1 – Tonalist (2014)
- Manhattan Handicap – 3 –  Forbidden Apple (2001), Gio Ponti (2009), Winchester (2010)
- Beverly D. Stakes – 3 – England's Legend (2001), Royal Highness (2007), Mauralakana (2008)
- Diana Handicap  – 3 – Rumpipumpy (1997), Voodoo Dancer (2003), Hard Not To Like (2015)
- Sword Dancer Invitational Handicap – 3 – Honor Glide (1999), Winchester (2011), Far Bridge (2024)
- Man o' War Stakes – 2 – Gio Ponti (2009, 2010)
- Shadwell Turf Mile – 2 – Gio Ponti (2010, 2011)
- Del Mar Oaks – 2 – Rutherienne (2007), Discreet Marq (2013)
- Jockey Club Gold Cup – 2 – Tonalist (2014, 2015)
- Queen Elizabeth II Challenge Cup Stakes – 1 – Danish (1994)
- Garden City Breeders' Cup Handicap – 1 – Voodoo Dancer (2001)
- Bing Crosby Handicap – 1 – In Summation (2007)
- Arlington Million – 1 – Gio Ponti (2009)
- Frank E. Kilroe Mile Handicap – 1 – Gio Ponti (2009)
- Man o' War Stakes – 1 – Gio Ponti (2009)
- Garden City Breeders' Cup Handicap – 1 – Miss World (2009)
- Coaching Club American Oaks – 1 – Funny Moon (2009)
- Shadwell Turf Mile – 1 – Gio Ponti (2010)
- Turf Classic – 1 – Winchester (2010)
- Cigar Mile – 1 – Tonalist (2015)
- Gamely Handicap – 1 – Hard Not To Like (2015)
- Frizette Stakes – 1 – Yellow Agate (2016)
- Joe Hirsch Turf Classic Stakes – 1 – Far Bridge (2024)

### Canada

#### Groupe I
- Canadian International – 1 – Relaxed Gesture (2005)
- Summer Stakes – 1 – Decorated Invader (2019).

### Singapour
- Singapore Cup – 1 – Parranda (2015).